# Eosentomon gabonense
Eosentomon gabonense är en urinsektsart som beskrevs av Sören Ludvig Paul Tuxen 1979. Eosentomon gabonense ingår i släktet Eosentomon och familjen trakétrevfotingar. Inga underarter finns listade i Catalogue of Life.